# لنگهولم
لنگهولم (به انگلیسی: Langholm) یک شهرک در اسکاتلند است که در دامفریس و گالووی واقع شده‌است. لنگهولم ۲٬۳۱۱ نفر جمعیت دارد.